# Constitución de Eslovaquia
La Constitución de Eslovaquia, oficialmente la Constitución de la República Eslovaca (en eslovaco: Ústava Slovenskej republiky), es la constitución actual de Eslovaquia. Fue aprobada por el Consejo Nacional Eslovaco el 1 de septiembre de 1992 y firmado el 3 de septiembre de 1992 en el Salón de los Caballeros del Castillo de Bratislava. Entró en vigor el 1 de octubre de 1992 (algunas partes el 1 de enero de 1993), durante el proceso de la disolución de Checoslovaquia, de la que formaba parte junto con la República Checa.
La aprobación de la constitución se celebra actualmente como el Día de la Constitución el 1 de septiembre.

## Historia
En 1969, Checoslovaquia se convirtió en una federación con la República Socialista Checa y la República Socialista Eslovaca como sus partes constituyentes. Esto sucedió como resultado de las reformas de la Primavera de Praga, que fue un período de liberalización política en Checoslovaquia como estado comunista después de la Segunda Guerra Mundial. Sin embargo, en 1969 comenzó el período de normalización y, si bien se conservó formalmente la federación, el poder volvió a centralizarse. La ley constitucional de 1968, la Ley Constitucional de la Federación (n.º 143/1968, Art. 142), afirmaba que al aprobar la nueva constitución federal, ambas repúblicas adoptarían sus propias constituciones, pero esto nunca se implementó. Los primeros trabajos para una constitución eslovaca comenzaron poco después de la Revolución de Terciopelo en 1990. En marzo de 1990, un grupo de expertos legales dirigido por el profesor Juraj Plank preparó el primer borrador de la constitución eslovaca.
La constitución eslovaca se preparó apresuradamente en 1992, con muchas formulaciones tomadas directamente de la constitución checoslovaca de 1920 y marcada por un compromiso con el socialismo. Según el abogado eslovaco Ján Drgonec, muchas partes de la constitución son difíciles, si no imposibles, de cumplir.